# 澳洲硬尾鸭
，是雁形目鸭科的一种鸟类。

## 特征
澳洲硬尾鸭体重约798克，翼长约154毫米，嘴峰长约44.2毫米，喙宽度约19.4毫米，喙厚度约12.1毫米，跗蹠长约33.2毫米，尾长约61.5毫米。澳洲硬尾鸭是部分迁徙的鸟类，其栖息在开放的湖泊、沼泽等湿地环境中，食性为杂食性，主要食物来源是水生植物。

## 分布
分布于澳大利亚西南部和东南部以及塔斯马尼亚地区。